# Abrahamides János
Abrahamides János (Pónik, 1570 – Csejte, 1630) evangélikus lelkész.

## Élete
Wittenbergben tanult teológiát, és itt szentelték fel 1609-ben. 1594-ben Vágújhelyen tanított, 1601-től ugyanott diakónus volt. 1604-től 1627-ig Csejtén volt lelkész. Nyilvánosan megvádolta Báthori Erzsébetet fiatal lányok meggyilkolásával.

## Művei
Gyászbeszédet írt Carmina funebria Francisco de Nádasd, dum Deo et naturae concederet die 4-a Januarii 1604 címmel. Néhány latin nyelvű humanista vers szerzője.